# 梅本和義

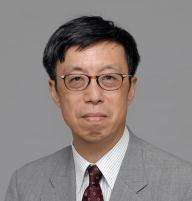

梅本 和義（うめもと かずよし、1951年4月27日 - ）は、日本の外交官。外務省北米局長、内閣官房副長官補、駐イタリア特命全権大使、国際貿易・経済担当大使兼内閣官房TPP等政府対策本部首席交渉官を経て、独立行政法人国際交流基金理事長。

## 人物
東京都出身。1975年東京大学理学部数学科卒業、1977年東京大学大学院理学系研究科数学専門課程修了、理学修士となり、外務省入省。在外研修（英国）、在マレーシア日本国大使館、在英国日本国大使館、1985年-1987年北米局安全保障課、大臣官房人事課首席事務官を経て、1994年外務省大臣官房総務課企画官、同年北米局日米安保条約課長、1997年経済局国際機関第一課長、1999年アジア局北東アジア課長、2001年アジア大洋州局北東アジア課長、同年総合外交政策局総務課長、同年在英国日本国大使館公使、2004年外務省大臣官房参事官兼中東アフリカ局、同年外務省大臣官房参事官兼北米局、2006年外務省大臣官房審議官兼北米局、2007年外務省大臣官房審議官兼総合外交政策局、2008年大使、2009年北米局長、2011年官房付を経て駐スイス特命全権大使兼駐リヒテンシュタイン特命全権大使、2012年内閣官房副長官補（外政担当）兼外務省参与、2013年1月17日付で国際連合日本政府代表部（国連代表部）特命全権大使、次席代表に就任。2014年8月5日から駐イタリア特命全権大使。2014年10月21日兼駐アルバニア兼駐サンマリノ兼駐マルタ特命全権大使。2017年7月7日国際貿易・経済担当大使兼内閣官房TPP等政府対策本部首席交渉官。2020年10月1日、独立行政法人国際交流基金理事長。
在イギリス公使時代の2002年に平壌に派遣され日朝首脳会談の現地準備本部長を務め、北朝鮮による日本人拉致問題の被害者である蓮池薫や、横田めぐみの娘キム・ウンギョンらと面会した。横田の娘に面会した際、梅本による本人確認が不十分だった（確認のためのカメラやテープレコーダーも所持していなかった）ことが判明し、横田の父・横田滋から批判された。梅本は、「北朝鮮との交渉の結果、決まったやり方で面会が実現した。許されれば写真を撮り、髪やつめを持ってくればよかったが、私は1組約30分という限られた時間の中で、面会を最後まで終えることが重要と判断した」と述べ、北朝鮮側が付けた条件に沿って面会を行ったことを説明した。

## 入省同期
- 秋元義孝（12年駐オーストラリア大使・10年儀典長、秋元優里・秋元玲奈の父）
- 佐野利男（13年軍縮会議代表部大使・10年駐デンマーク大使・08年軍縮不拡散・科学部長）
- 鈴木敏郎（13年駐エジプト大使・12年中東・北アフリカ諸国情勢担当大使・10年駐シリア大使・08年中東アフリカ局長）
- 長崎輝章（13年駐バチカン大使・10年駐グアテマラ大使）
- 太田清和（10年シアトル総領事）
- 佐藤悟（11年駐スペイン大使・10年外務報道官・08年中南米局長）
- 小寺次郎（12年駐サウジアラビア大使・10年欧州局長・08年国際情報統括官）
- 八木毅（12年駐印大使兼ブータン大使・10年経済局長）
- 長嶺安政（13年外務審議官（経済）・12年駐オランダ大使・10年国際法局長）
- 深田博史（13年駐ベトナム大使・10年駐セネガル大使・08年領事局長）
- 川田司（11年駐アルジェリア大使・10年領事局長）
- 角茂樹（11年駐バーレーン大使・08年国連大使）
- 井上進（11年駐コートジボワール大使）
- 小池政行（日本赤十字看護大学教授）
- 佐渡島志郎（11年駐バングラデシュ大使・10年国際協力局長）
- 花田吉隆（11年駐東ティモール大使）
- 杉山晋輔（16年外務事務次官・13年外務審議官（政務）・11年アジア大洋州局長・08年地球規模課題審議官）
- 高原寿一（12年駐チュニジア大使）
- 手塚義雅（12年駐トリニダード・トバゴ大使）